# Faits économiques et sociaux au VIIIe siècle

Chronologie de l'économie
VIIe siècle - VIIIe siècle - IXe siècle

## Événements
- Vers 700 : la culture de la canne à sucre arrive en Syrie-Palestine, d’après un texte de Jacob d’Édesse, en Égypte vers 710, en Al-Andalus vers 756[1].
- 717-720 : politique de conversion à l'Islam dans l'empire arabe sous le règne du calife omeyyade ʿUmar II[2]. Réforme fiscale : les mawâlî (nouveaux convertis), comme les autres musulmans, sont exemptés de la jiz'ya et astreint au seul paiement de la zakât (719). Sous le règne d’Hicham, l’impôt foncier (kharâdj) est désormais attaché à la terre et non plus à son possesseur dont le statut peut changer sans entraîner de conséquences fiscales. Un recensement des terres est entrepris[3].
- 735 : le système agraire du Jôri est attesté au Japon par une carte du temple de Kōfuku-ji. Il doit faciliter la loi de répartition des terres (handen shūju) qui stipule que les terres doivent être redistribuées entre les paysans tous les six ans[4].
- Vers 750 : accroissement du commerce transsaharien entre l’Afrique du Nord musulmane et les savanes d’Afrique occidentale[5].
- Après 750 : développement des cultures de canne, de riz et de coton en Irak sous la dynastie abbasside[6].
- 755-763 : durant la guerre civile en Chine, impôt, corvée et conscription sont devenus si lourds que les paysans ont dû vendre leurs terres aux grands propriétaires malgré l’interdiction, formant un immense prolétariat agricole à demi esclave[7].
- 763-780 : le ministre Liu Yen institue le monopole du sel de manière permanente en Chine[8].
- 781-783 : l’État chinois, ruiné par la guerre civile confisque une partie des biens des marchands, provoquant la ruine du commerce et des émeutes[9].
- 793 : la fabrication et la vente de thés sont soumis à l'impôt en Chine[10].

### Europe
- Vers 670-750 : essor du sceat, monnaie d'argent anglo-frisonne utilisée par les marchands[11], depuis la Frise actuelle jusqu'au Boulonnais (sites de Bruges, Gand, Gistel, Furnes, Bergues, Dixmude, Quentovic…). Apparition entre le VIIe siècle et IXe siècle de villes commerçantes en Europe du Nord, emporia ou portus, le long des rivages et des estuaires des grands fleuves, qui deviennent de grands centre artisanaux : Birka en Suède (fourrure), Hedeby en Allemagne (verre, os, ambre, céramique, métallurgie) Dorestad aux Pays-Bas (corne, tannerie), Quentovic dans le Pas-de-Calais (frappe de monnaie), Ipswich (céramique). Les comptoirs de Staraya Ladoga et de Novgorod sont reliés à la Russie kiévienne et à l’empire byzantin[12].

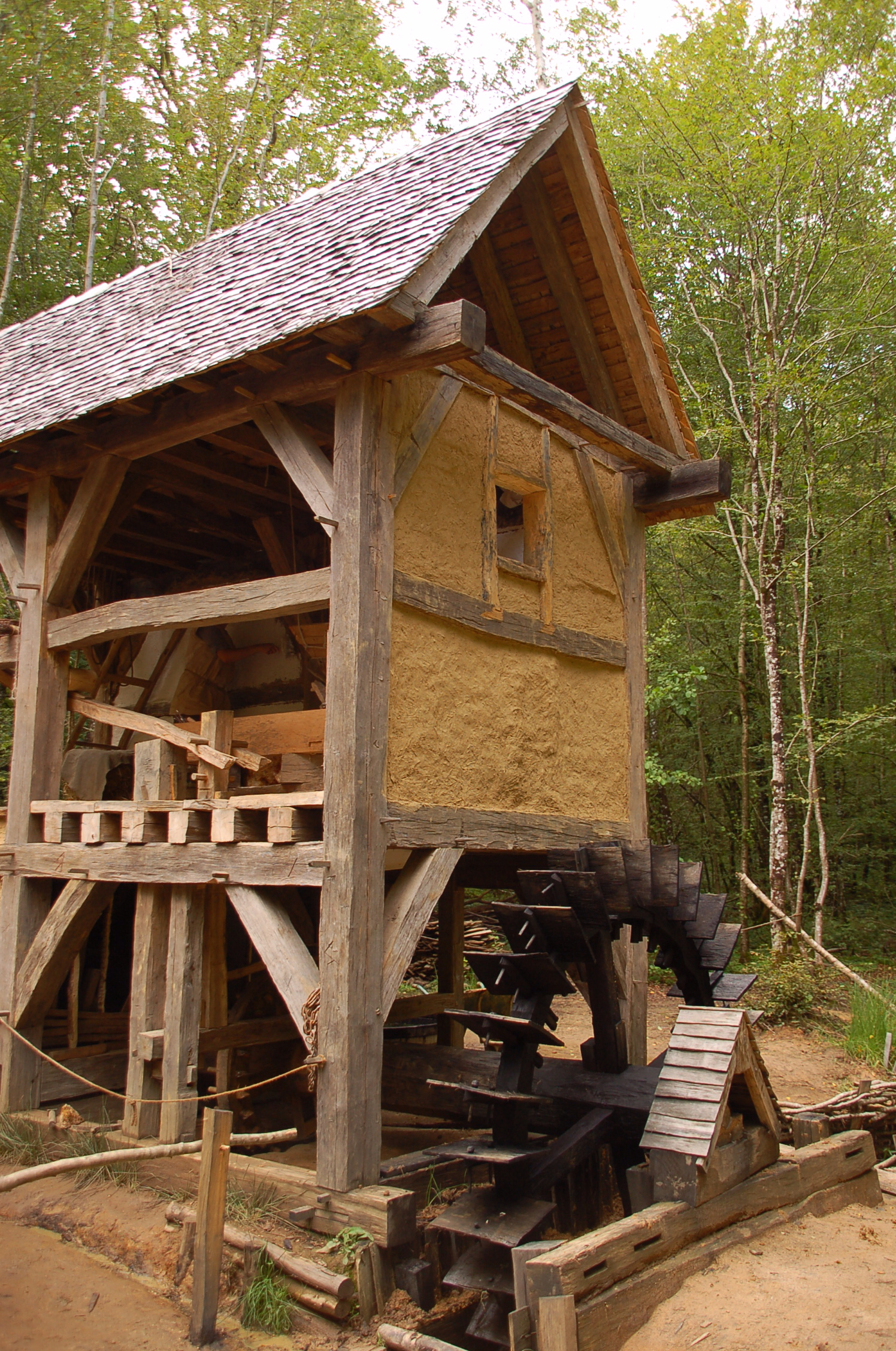
Reconstitution d'un moulin à eau médiéval, Château de Guédelon, Yonne, à partir de la fouille des moulins de Thervay.

- Vers 680-890 : construction du premier moulin hydraulique de Thervay, sur un ancien chenal du Gravelon, un affluent de l'Ognon, dans le Jura. Après l'abandon du site après 936, un second moulin et construit vers 1054[13].
- 695-711 : les derniers sous et tiers de sous d'or sont frappés à Marseille sous le règne de Childebert IV[14]. Fin de la frappe de l’or en Occident, excepté en Italie. Les liens économique avec l’empire byzantin se distendent, les marchands grecs et syriens disparaissent, les régions d’ancienne économie méditerranéenne périclitent. L’arrêt des guerres provoque le ralentissement de la traite des esclaves, accentué par l’attitude des moines qui encouragent l’affranchissement. La pénurie de main d’œuvre dans les campagnes pousse les grands propriétaires du nord de la Gaule à faire travailler des paysans libres sur une partie de leur domaine, la réserve, en leur imposant des corvées[15].

- 744 : par le capitulaire de Soissons Charles Martel ordonne à tous les évêques du royaume franc d'ouvrir un marché (legitimus forus)[16].
- 755 : concile de Ver ; réforme monétaire de Pépin le Bref, adoption du denier d'argent[17].

- 763 : assolement triennal attesté à Saint-Gall[18].

- Vers 770 : développement de l’habitat rural de Villiers-le-Sec[19], où a été découvert un hameau de trois maisons, chacune constituant avec leurs dépendances l’unité d’habitation d’une manse dépendant de l’abbaye de Saint-Denis. Ce sont des maisons hautes et spacieuses, (environ 12,50 m sur 5,50 pour la plus grande), avec une structure de poutres, des murs en claies remplies d’argile et des toits de paille, construites à quelques dizaines de mètres les unes des autres sur la route de Paris à Amiens. Une partie de la construction pouvait servir d’étable, directement en communication avec l’habitation. Un foyer dallé est creusé dans le sol en terre battue et la fumée s’échappe par un trou dans le toit. Une des maisons est pourvue d’une forge, une autre d’un grenier ou une grange aussi grande que l’habitation et de plusieurs annexes dont un four, la troisième d’un robuste grenier quadrangulaire et d’une fosse d’un mètre de profondeur couverte d’un toit, dans laquelle est monté un métier à tisser (laine et surtout lin). Les maisons ont des fenêtres, fermées par des huisseries en bois, et au moins une porte. Des fosses creusées à l’extérieur servent de silo à céréales. Le pain et cuit dans un four creusé dans la terre à côté de la maison, les autres aliments sur le foyer intérieur dans des récipients de terre cuite.

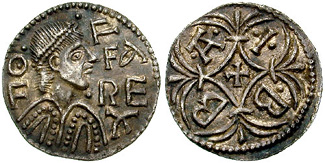
Penny d’argent d’Offa de Mercie.

- 774 : le roi Offa de Mercie frappe des monnaies d’or imitées des monnaies arabes[20]. Sous son règne (757-796), le commerce anglais prospère avec les pays de la Méditerranée (dont l’Islam) et l’Europe du Nord. Vers 780, il institue le penny d’argent, qui inspire la réforme monétaire de Charlemagne[21].
- 776 ou 781 : notitia italica[22], capitulaire de Charlemagne réglementant les ventes d’esclaves et les donations à l’Église.
- 779 :
  - la dîme est généralisée dans le Royaume franc par le capitulaire de Herstal[23].
  - un diplôme de Charlemagne mentionne les cinq grands bureaux de douane de son royaume, situés sur les cinq principales voies d'entrée dans le nord de la Gaule : Rouen, Amiens, Quentovic, Maastricht et Dorestad[24].

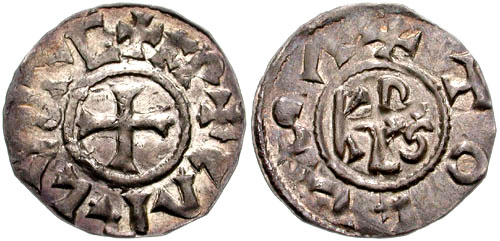
Denier de Charlemagne.

- Vers 780 : réforme monétaire dans l’empire carolingien : institution du denier d’argent, seule monnaie frappée désormais dans le royaume franc[17]. Réorganisation fiscale : l’impôt romain disparaît[25].

- 792-794 : famine dans l’empire franc[26].

- Innovations techniques dans l’agriculture en Gaule : charrue à roues, harnais, fléau, herse, rotation triennale[27]. Elles se répandent lentement jusqu’à l’an mil. Les moulins à eau sont d'un usage courant en Europe occidentale[28]. Dans le nord de la France et en Angleterre, les habitats ruraux augmentent en nombre et en taille à la fin du VIIe siècle, puis au VIIIe siècle et IXe siècle ; des aires spécialisées apparaissent (étables, granges, greniers, silos enterrés, fours, ateliers, réserves...) et témoignent de la mise en commun de certaines activités agricoles et d'une organisation sociale complexe. Certaines fermes se regroupent en hameaux, particulièrement dans l'ouest de la France (Châteaugiron, Montours)[29]. Dès le VIIIe siècle des habitats se développent autour d'une église et d'un cimetière (Saleux, Séris, Missignac). Dans le nord de l'Europe occidentale, vers 700, les sites agricoles se structurent en parcelles régulières, leur taille augmente et leur architecture se différencie selon les régions. Leur bonne santé économique est visible par leur capacité de stockage en augmentation et la présence d'objet domestique importés, comme à Vorbasse (en), au sud du Jutland, Odoorn aux Pays-Bas et Dalem en Basse-Saxe[12].
- 794 : fixation des prix maximums des denrées[30] et rajustement du denier d’argent dans l'empire franc[31].